# Saint-Laurent, Cher
Saint-Laurent är en kommun i departementet Cher i regionen Centre-Val de Loire i de centrala delarna av Frankrike. Kommunen ligger  i kantonen Vierzon 2e Canton som tillhör arrondissementet Vierzon. År 2022 hade Saint-Laurent 511 invånare.

## Befolkningsutveckling
Antalet invånare i kommunen Saint-Laurent
Referens:INSEE